# Béatrice Gafner
Béatrice Gafner (Beatenberg, 19 novembre 1964) è un'ex sciatrice alpina svizzera.

## Biografia
Specialista della discesa libera, Béatrice Gafner nella stagione 1985-1986 in Coppa Europa fu 2ª nella classifica di specialità e 7ª in quella generale, mentre in Coppa del Mondo ottenne il primo risultato di rilievo il 10 gennaio 1987 vincendo la discesa libera di Mellau; il 23 gennaio 1988 seguente conquistò il secondo e ultimo successo nel circuito, ancora in discesa libera, sulle nevi di Bad Gastein e ai successivi XV Giochi olimpici invernali di Calgary 1988, sua unica presenza olimpica, non concluse la prova di combinata. Il 12 gennaio 1989 a Grindelwald salì per l'ultima volta sul podio in Coppa del Mondo, piazzandosi 2ª in discesa libera alle spalle della connazionale Michela Figini per 44 centesimi di secondo; sullo stesso tracciato, nella combinata di Coppa del Mondo disputata tre giorni dopo, ottenne l'ultimo piazzamento della sua carriera agonistica (10ª). Non ottenne piazzamenti iridati.

## Palmarès

### Coppa del Mondo
- Miglior piazzamento in classifica generale: 29ª nel 1988
- 3 podi (tutti in discesa libera):
  - 2 vittorie
  - 1 secondo posto

#### Coppa del Mondo - vittorie
| Data            | Località    | Paese   | Specialità |
| --------------- | ----------- | ------- | ---------- |
| 10 gennaio 1987 | Mellau      | Austria | DH         |
| 23 gennaio 1988 | Bad Gastein | Austria | DH         |

Legenda:

DH = discesa libera

### Coppa Europa
- Miglior piazzamento in classifica generale: 7ª nel 1986